# Treuen
Treuen è una città di 7 704 abitanti della Sassonia, in Germania.
Appartiene al circondario (Landkreis) del Vogtland (targa V) ed è parte della comunità amministrativa (Verwaltungsgemeinschaft) di Treuen.

## Storia
Il 1º gennaio 1999 alla città di Treuen vennero aggregati i comuni di Eich/Sachsen e Hartmannsgrün.